# Nectariniidae
Le Nettarinie (Nectariniidae Vigors, 1825) sono una famiglia di uccelli passeriformi, diffusi nelle zone tropicali e subtropicali di Africa, Asia e Australasia.

## Descrizione
Sono uccelli di piccola taglia, il cui peso va dai 5 grammi della nettarinia piccola pettonero (Cinnyris nectarinioides) ai 45 g del mangiaragni orecchiegialle maggiore (Arachnothera flavigaster).
Presentano un marcato dimorfismo sessuale: il piumaggio dei maschi è di colori vivaci, spesso con riflessi metallici iridescenti, mentre quello delle femmine è meno appariscente; i maschi hanno inoltre dimensioni maggiori e code più lunghe. Fanno eccezione i mangiaragni del genere Arachnothera, che oltre a distinguersi dagli altri membri della famiglia per le maggiori dimensioni, presentano caratteristiche del piumaggio analoghe in entrambi i sessi.
Tutte le specie hanno un becco lungo e sottile, spesso ricurvo, e una lingua protrattile, bifida.
I Nettarinidi presentano numerose somiglianze con i colibrì del Nuovo Mondo (Trochilidae) e con gli honeyeater australiani (Meliphagidae), ma esse sono frutto di mera convergenza evolutiva, legata alla comune dieta nettarivora.

## Biologia

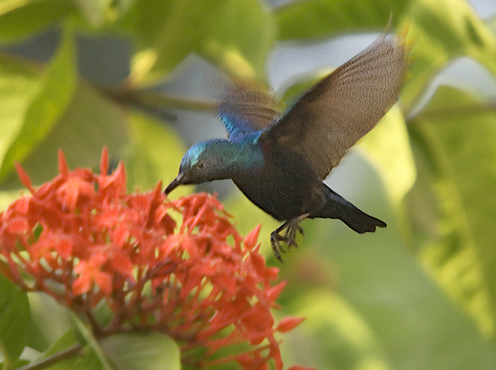
Nettarinia purpurea (Cinnyris asiaticus) in volo stazionario.

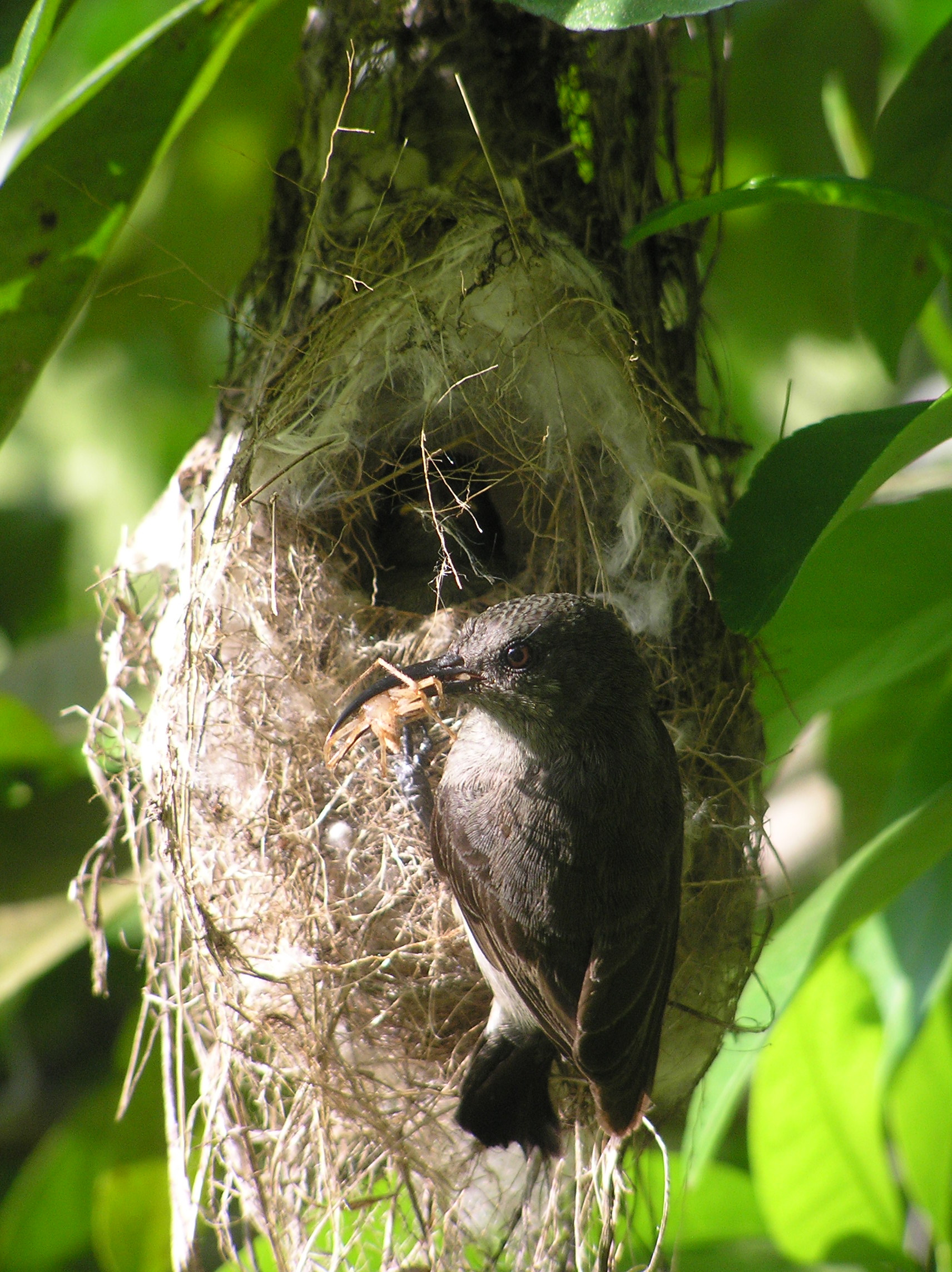
Nido di nettarinia delle Seychelles (Cinnyris dussumieri).

Sono uccelli diurni, che generalmente vivono in coppie o occasionalmente in gruppi familiari più ampi.

### Alimentazione
Sono uccelli con una dieta prevalentemente nettarivora e insettivora, ma alcune specie si nutrono anche di frutta.
La maggior parte delle specie è in grado di suggere il nettare dai fiori sia rimanendo ferme in volo stazionario, che posandosi sulle piante.

### Riproduzione
I nidi dei Nettarinidi sono generalmente a forma di borsa, chiusi, sospesi ai rami; i nidi dei mangiaragni sono in genere meno elaborati, e possono essere delle piccole coppe fissate al lato inferiore di grandi foglie, come nel mangiaragni minore (Arachnothera longirostra), o dei lunghi cilindri, ugualmente fissati alle foglie degli alberi, come nel mangiaragni orecchiegialle minore (Arachnothera chrysogenys).
Nella maggior parte delle specie è la femmina ad occuparsi della costruzione del nido e della cova, sebbene il maschio collabori all'allevamento dei pulcini; in alcune specie di Arachnothera entrambi i sessi partecipano alla cova.

## Distribuzione e habitat
Le specie della famiglia dei Nettarinidi sono diffuse nelle zone tropicali e subtropicali di Africa, Asia e Australasia.
Il maggior grado di biodiversità si osserva in Africa, dove il raggruppamento ha verosimilmente avuto origine. Sono presenti soprattutto nell'Africa sub-sahariana e in Madagascar, con popolazioni in Egitto, lungo il corso del Nilo. In Asia si trovano lungo le coste del mar Rosso e in Israele, con un vuoto nella loro distribuzione sino all'Iran, da dove raggiungono, senza soluzioni di continuità, la Cina e l'Indonesia. Mancano nella maggior parte delle isole dell'oceano Indiano, con l'eccezione delle Seychelles. In Australasia sono presenti in Nuova Guinea, nell'Australia nord-orientale e nelle Isole Salomone.
La maggior parte delle specie sono uccelli stanziali o migratori stagionali sulla breve distanza.
Occupano una ampia varietà di habitat, dalla foresta pluviale alle foreste degradate, dalla savana alle aree di macchia costiera e alle foreste alpine; alcune specie si sono adattate anche ad habitat antropizzati come piantagioni e giardini. Il range altitudinale va dal livello del mare sino a 4900 m.

## Tassonomia
La classificazione del Congresso ornitologico internazionale (ottobre 2018) attribuisce alla famiglia Nectariniidae 16 generi e 145 specie:
- Genere Chalcoparia

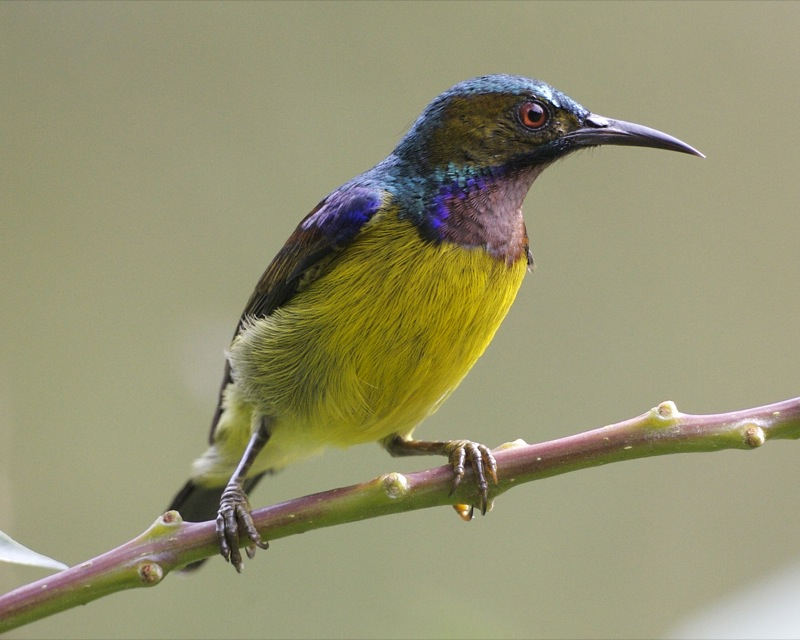
Nettarinia golauniforme
(Anthreptes malacensis)

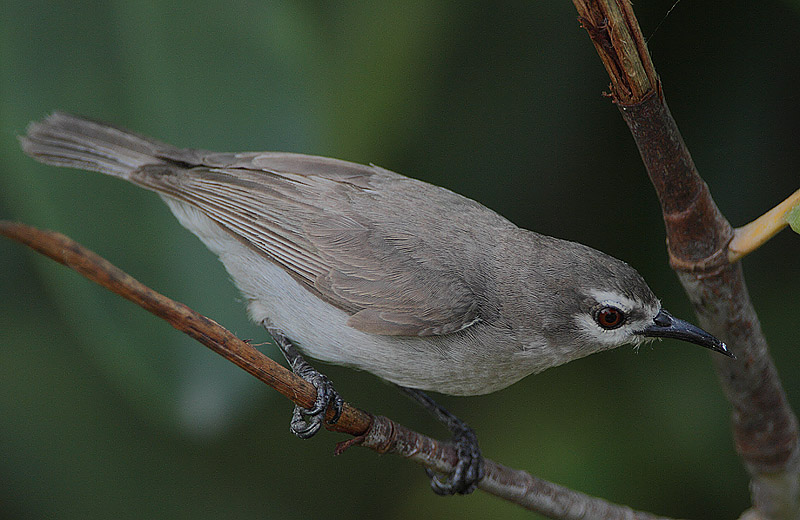
Nettarinia bruna del Gabon
(Anthreptes gabonicus)

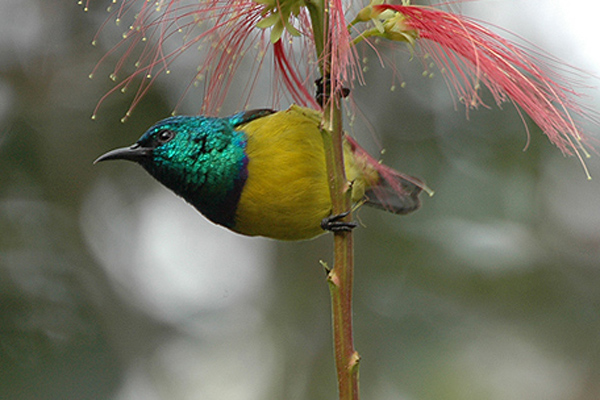
Nettarinia dal collare nero-blu
(Hedydipna collaris)

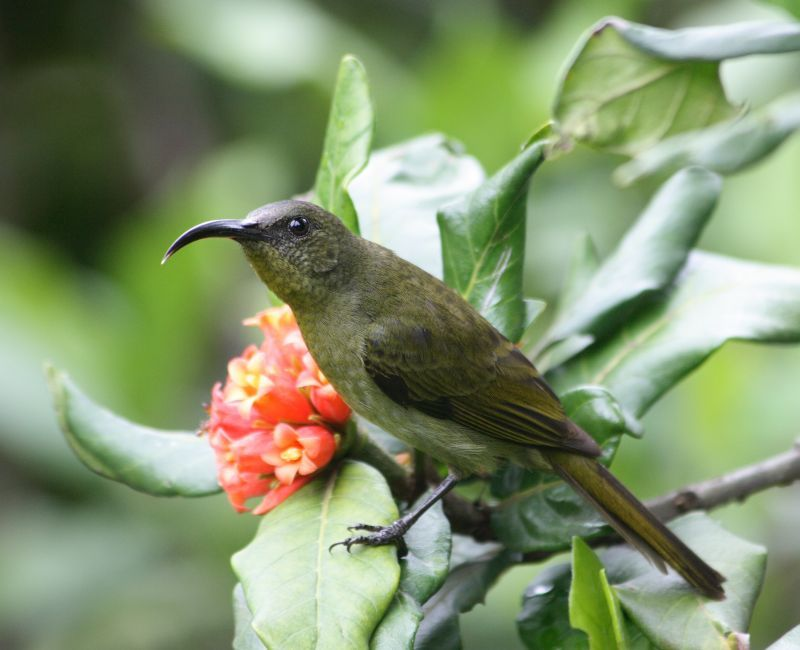
Nettarinia olivacea
(Cyanomitra olivacea)

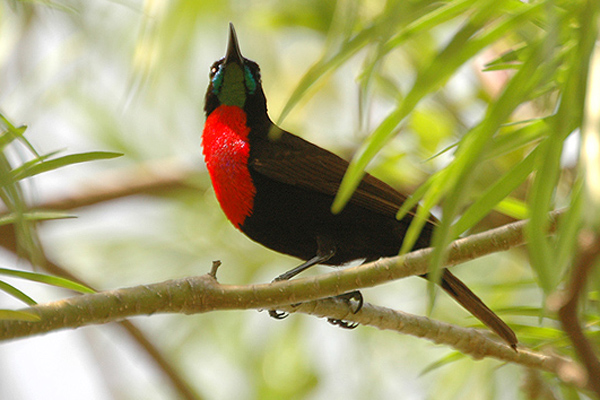
Nettarinia pettirossa
(Chalcomitra senegalensis)

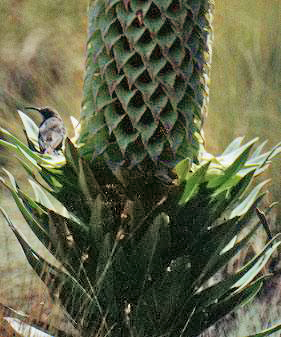
Nettarinia di Johnston
(Nectarinia johnstoni)

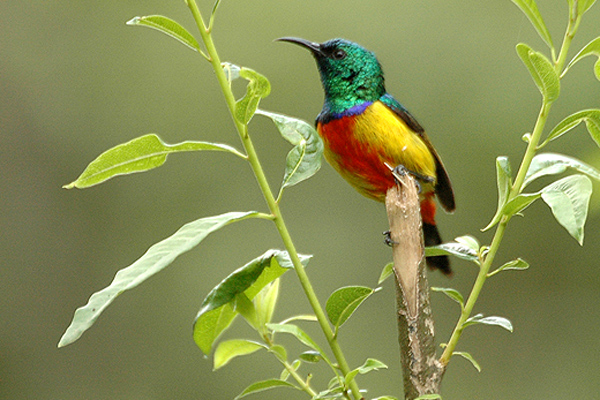
Nettarinia reale
(Cinnyris regius)

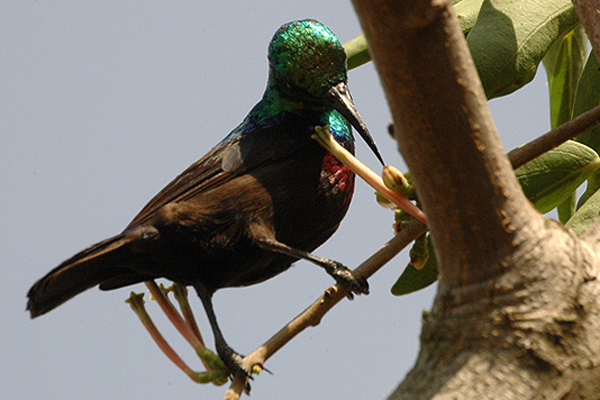
Nettarinia di Mariqua
(Cinnyris mariquensis)

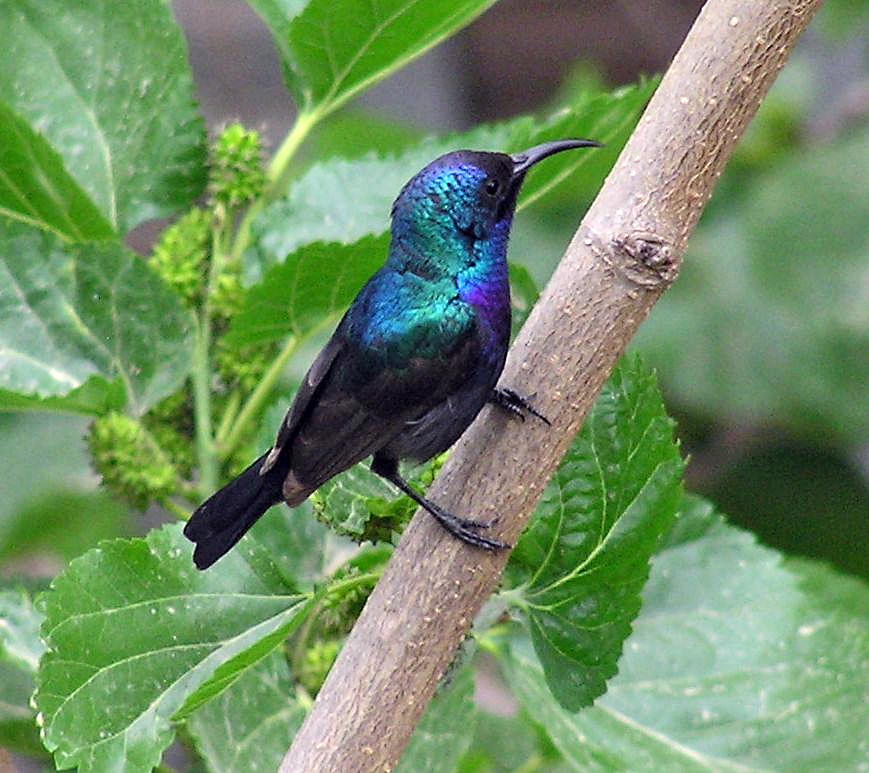
Nettarinia della Palestina
(Cinnyris osea)

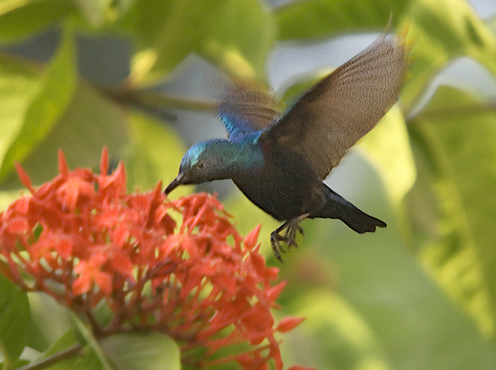
Nettarinia purpurea
(Cinnyris asiaticus)

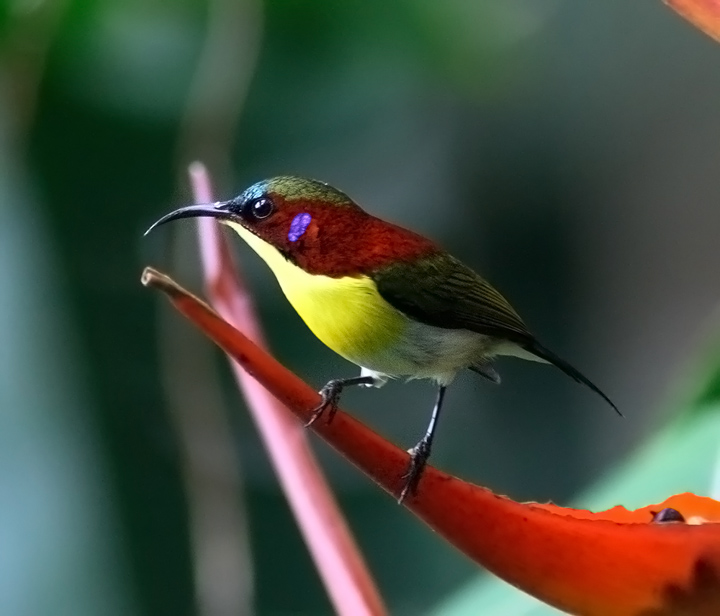
Nettarinia di Palawan
(Aethopyga bella)

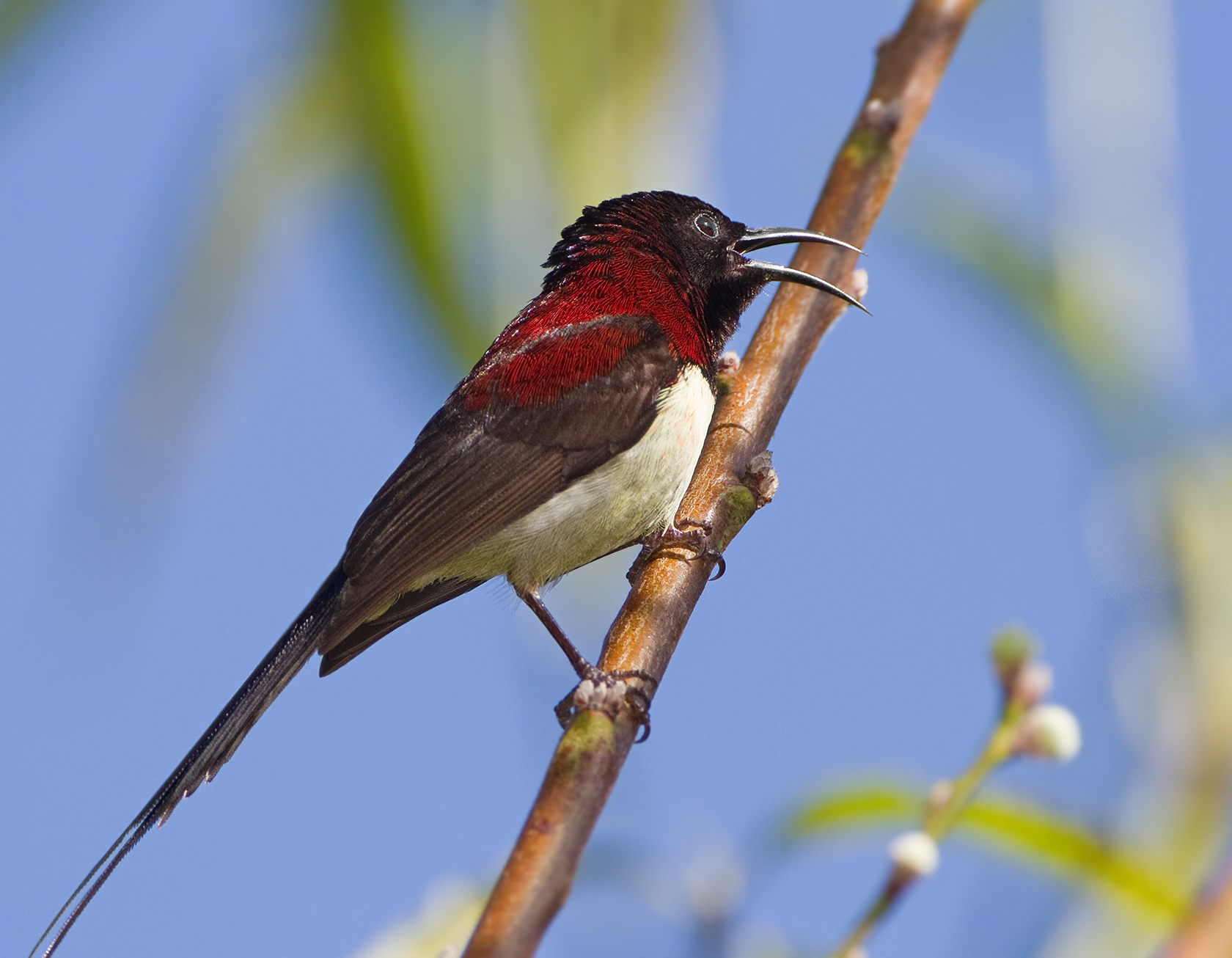
Nettarinia golanera
(Aethopyga saturata)

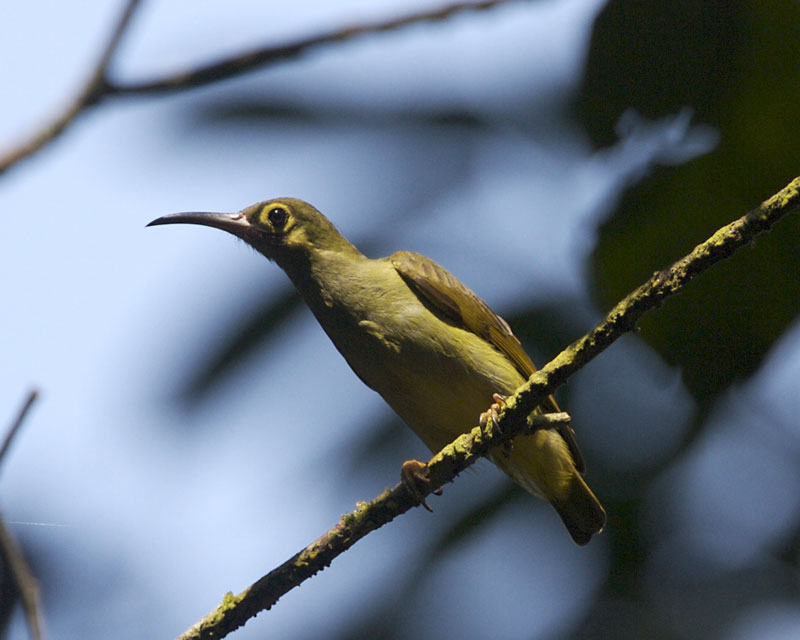
Mangiaragni orecchiegialle maggiore
(Arachnothera flavigaster)

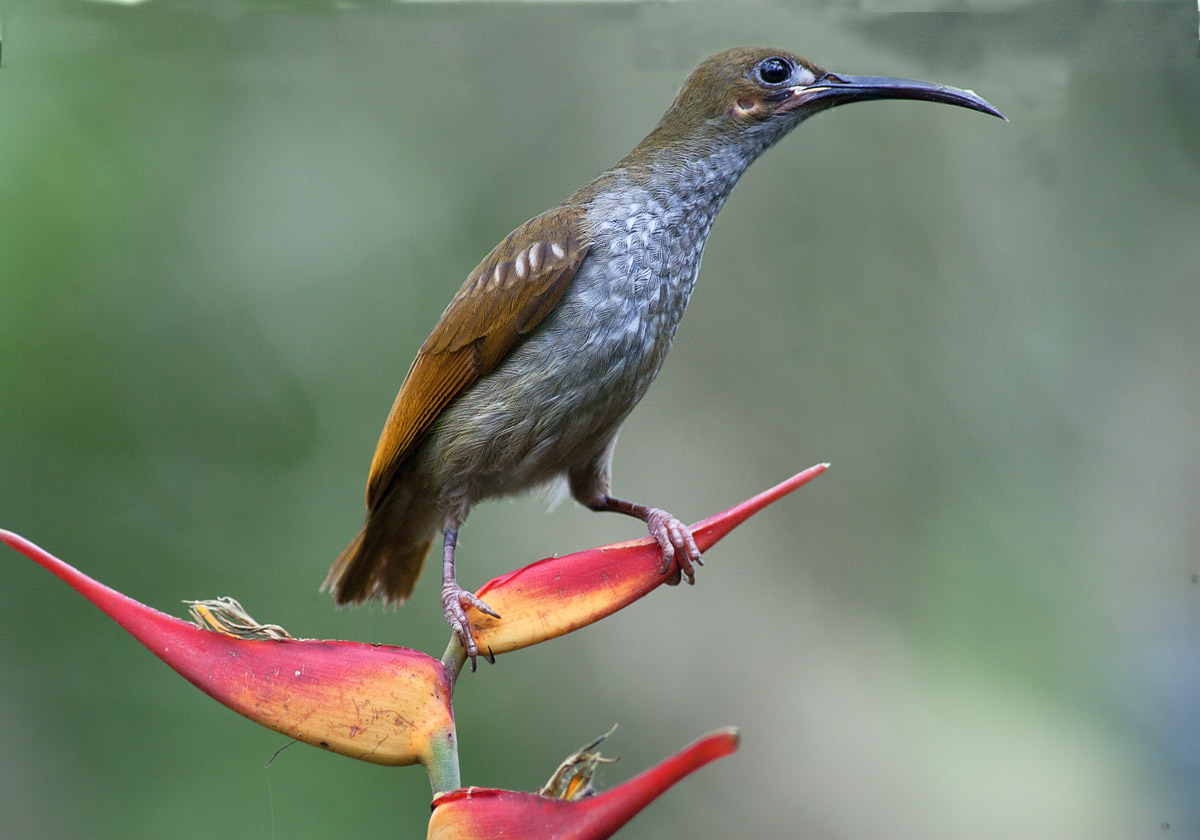
Mangiaragni faccianuda
(Arachnothera clarae)

  - Chalcoparia singalensis (J.F.Gmelin, 1789) - nettarinia guancerosse
- Genere Deleornis
  - Deleornis fraseri (Jardine & Selby, 1843) - nettarinia di Fraser
  - Deleornis axillaris (Reichenow, 1893) - nettarinia testagrigia
- Genere Anthreptes
  - Anthreptes reichenowi Gunning, 1909 - nettarinia dorsoverde
  - Anthreptes anchietae (Barboza du Bocage, 1878) - nettarinia di Anchieta
  - Anthreptes simplex (S.Müller, 1843) - nettarinia grigioverde
  - Anthreptes malacensis (Scopoli, 1786) - nettarininia golauniforme
  - Anthreptes griseigularis Tweeddale, 1878 - nettarinia golagrigia
  - Anthreptes rhodolaemus Shelley, 1878 - nettarinia di Shelley
  - Anthreptes gabonicus (Hartlaub, 1861) - nettarinia bruna del Gabon
  - Anthreptes longuemarei (Lesson, 1831) - nettarinia dorsoviola
  - Anthreptes orientalis Hartlaub, 1880 - nettarinia dorsoviola del Kenya
  - Anthreptes neglectus Neumann, 1922 - nettarinia dorsoviola di Uluguru
  - Anthreptes aurantius J.Verreaux & E.Verreaux, 1851 - nettarinia codaviola
  - Anthreptes seimundi (Ogilvie-Grant, 1908) - nettarinia verde piccola
  - Anthreptes rectirostris (Shaw, 1812) - nettarinia verde
  - Anthreptes rubritorques Reichenow, 1905 - nettarinia dal collare rosso
- Genere Hedydipna
  - Hedydipna collaris (Vieillot, 1819) - nettarinia dal collare nero-blu
  - Hedydipna platura (Vieillot, 1819) - nettarinia pigmea
  - Hedydipna metallica (Lichtenstein, 1823) - nettarinia del Nilo
  - Hedydipna pallidigaster (Sclater, WL & Moreau, 1935) - nettarinia di Amani
- Genere Hypogramma
  - Hypogramma hypogrammicum (S.Müller, 1843) - nettarinia nucablu
- Genere Anabathmis
  - Anabathmis reichenbachii (Hartlaub, 1857) - nettarinia di Reichenbach
  - Anabathmis hartlaubii  - nettarinia di Hartlaub
  - Anabathmis newtonii (Hartlaub, 1857) - nettarinia di Newton
- Genere Dreptes
  - Dreptes thomensis (Barboza du Bocage, 1889) – nettarinia gigante di São Tomé
- Genere Anthobaphes
  - Anthobaphes violacea (Linnaeus, 1766) – nettarinia ventrearancio
- Genere Cyanomitra
  - Cyanomitra verticalis (Latham, 1790) – nettarinia testaverde
  - Cyanomitra bannermani Grant & Mackworth-Praed, 1943 – nettarinia di Bannerman
  - Cyanomitra cyanolaema (Jardine & Fraser, 1852) – nettarinia golablu
  - Cyanomitra oritis (Reichenow, 1892) – nettarinia testablu del Camerun
  - Cyanomitra alinae Jackson, 1904 – nettarinia testablu
  - Cyanomitra olivacea (A.Smith, 1840) – nettarinia olivacea
  - Cyanomitra veroxii (A.Smith, 1831) – nettarinia chiazzerosse
- Genere Chalcomitra
  - Chalcomitra adelberti (Gervais, 1834) - nettarinia golarossa
  - Chalcomitra fuliginosa (Bechstein, 1811) - nettarinia fuligginosa
  - Chalcomitra rubescens (Vieillot, 1819) - nettarinia golaverde
  - Chalcomitra amethystina (Shaw, 1812) - nettarinia ametista
  - Chalcomitra senegalensis (Linnaeus, 1766) - nettarinia pettirossa
  - Chalcomitra hunteri (Shelley, 1889) - nettarinia di Hunter
  - Chalcomitra balfouri (P.L.Sclater & Hartlaub, 1881) - nettarinia di Socotra
- Genere Leptocoma
  - Leptocoma zeylonica (Linnaeus, 1766) - nettarinia groppone purpureo
  - Leptocoma minima (Sykes, 1832) - nettarinia piccola
  - Leptocoma sperata (Linnaeus, 1766) - nettarinia golaviola
  - Leptocoma brasiliana (J.F.Gmelin, 1788) -
  - Leptocoma sericea (Lesson, 1827) - nettarinia nera
  - Leptocoma calcostetha (Jardine, 1842) - nettarinia di Macklot
- Genere Nectarinia
  - Nectarinia bocagii Shelley, 1879 – nettarinia di Bocage
  - Nectarinia purpureiventris (Reichenow, 1893) – nettarinia ventrepurpureo
  - Nectarinia tacazze (Stanley, 1814) – nettarinia del Tacazze
  - Nectarinia kilimensis Shelley, 1885 – nettarinia bronzata
  - Nectarinia famosa (Linnaeus, 1766) – nettarinia malachite
  - Nectarinia johnstoni Shelley, 1885 – nettarinia di Johnston
- Genere Drepanorhynchus
  - Drepanorhynchus reichenowi Fischer, GA, 1884 – nettarinia alidorate
- Genere Cinnyris
  - Cinnyris chloropygius (Jardine, 1842) - nettarinia ventreoliva
  - Cinnyris minullus Reichenow, 1899 - nettarinia minuta
  - Cinnyris manoensis Reichenow, 1907 - nettarinia del miombo orientale
  - Cinnyris gertrudis - Grote, 1926 - nettarinia del miombo occidentale
  - Cinnyris chalybeus (Linnaeus, 1766) - nettarinia piccola dal doppio collare
  - Cinnyris neergaardi Grant, 1908 - nettarinia di Neergaard
  - Cinnyris stuhlmanni Reichenow, 1893 - nettarinia di Stuhlmann
  - Cinnyris whytei Benson, 1948 - nettarinia di Whyte
  - Cinnyris prigoginei Macdonald, 1958 - nettarinia di Prigogine
  - Cinnyris ludovicensis (Barboza du Bocage, 1868) - nettarinia duecollari montana
  - Cinnyris reichenowi Sharpe, 1891 - nettarinia settentrionale dal doppio collare
  - Cinnyris afer (Linnaeus, 1766) - nettarinia maggiore dal doppio collare
  - Cinnyris regius Reichenow, 1893 - nettarinia reale
  - Cinnyris rockefelleri Chapin, 1932 - nettarinia di Rockefeller
  - Cinnyris mediocris Shelley, 1885 - nettarinia orientale dal doppio collare
  - Cinnyris usambaricus Grote, 1922 - nettarinia degli Usambara
  - Cinnyris fuelleborni Reichenow, 1899 - nettarinia doppiocollare di foresta
  - Cinnyris moreaui W.L.Sclater, 1933 - nettarinia di Moreau
  - Cinnyris loveridgei Hartert, 1922 - nettarinia di Loveridge
  - Cinnyris pulchellus (Linnaeus, 1766) - nettarinia multicolore
  - Cinnyris mariquensis A.Smith, 1836 - nettarinia di Mariqua
  - Cinnyris shelleyi Alexander, 1899 - nettarinia di Shelley
  - Cinnyris hofmanni Reichenow, 1915 - nettarinia di Hofmann
  - Cinnyris congensis (van Oort, 1910) - nettarinia ventrenero del Congo
  - Cinnyris erythrocercus (Hartlaub, 1857) - nettarinia codarossa
  - Cinnyris nectarinioides Richmond, 1897 - nettarinia pancianera
  - Cinnyris bifasciatus (Shaw, 1812) - nettarinia bifasciata
  - Cinnyris tsavoensis van Someren, 1922 - nettarinia dello Tsavo
  - Cinnyris chalcomelas Reichenow, 1905 - nettarinia pettovioletto
  - Cinnyris pembae Reichenow, 1905 - nettarinia di Pemba
  - Cinnyris bouvieri Shelley, 1877 - nettarinia di Bouvier
  - Cinnyris osea Bonaparte, 1856 - nettarinia della Palestina
  - Cinnyris habessinicus (Hemprich & Ehrenberg, 1828) - nettarinia risplendente
  - Cinnyris coccinigastrus (Latham, 1802) - nettarinia splendida
  - Cinnyris johannae J.Verreaux & E.Verreaux, 1851 - nettarinia della signora Verreaux
  - Cinnyris superbus (Shaw, 1812) - nettarinia superba
  - Cinnyris rufipennis (Jensen, 1983) - nettarinia alirugginose
  - Cinnyris oustaleti (Barboza du Bocage, 1878) - nettarinia ventrebianco di Oustalet
  - Cinnyris talatala A.Smith, 1836 - nettarinia ventrebianco meridionale
  - Cinnyris venustus (Shaw, 1799) - nettarinia variabile
  - Cinnyris fuscus Vieillot, 1819 - nettarinia fosca
  - Cinnyris ursulae (Alexander, 1903) - nettarinia di Fernando Po
  - Cinnyris batesi Ogilvie-Grant, 1908 - nettarinia di Bates
  - Cinnyris cupreus (Shaw, 1812) - nettarinia cuprea
  - Cinnyris asiaticus (Latham, 1790) - nettarinia purpurea
  - Cinnyris jugularis (Linnaeus, 1766) - nettarinia ventregiallo
  - Cinnyris buettikoferi Hartert, 1896 - nettarinia di Sumba
  - Cinnyris solaris (Temminck, 1825) - nettarinia di Timor
  - Cinnyris sovimanga (J.F.Gmelin, 1788) - nettarinia di Souimanga
  - Cinnyris abbotti Ridgway, 1894 - nettarinia di Abbott
  - Cinnyris notatus (Statius Müller, 1776) - nettarinia marcata
  - Cinnyris dussumieri (Hartlaub, 1861) - nettarinia delle Seychelles
  - Cinnyris humbloti Milne-Edwards & Oustalet, 1885 - nettarinia di Humblot
  - Cinnyris comorensis W.Peters, 1864 - nettarinia di Anjouan
  - Cinnyris coquerellii (Hartlaub, 1860) - nettarinia delle Mayotte
  - Cinnyris lotenius (Linnaeus, 1766) - nettarinia di Loten
- Genere Aethopyga
  - Aethopyga primigenia (Hachisuka, 1941) - nettarinia di Hachisuka
  - Aethopyga boltoni Mearns, 1905 - nettarinia di Apo
  - Aethopyga linaraborae Kennedy, Gonzales & Miranda, 1997 - nettarinia di Lina
  - Aethopyga flagrans Oustalet, 1876 - nettarinia fiammeggiante
  - Aethopyga guimarasensis (Steere, 1890) -
  - Aethopyga pulcherrima Sharpe, 1876 - nettarinia dei monti
  - Aethopyga jefferyi (Ogilvie-Grant, 1894) -
  - Aethopyga decorosa (McGregor, 1907) -
  - Aethopyga duyvenbodei (Schlegel, 1871) - nettarinia dorsogiallo di Sanghir
  - Aethopyga shelleyi Sharpe, 1876 - nettarinia di Palawan
  - Aethopyga bella Tweeddale, 1877 - nettarinia di Palawan
  - Aethopyga gouldiae (Vigors, 1831) - nettarinia della signora Gould
  - Aethopyga nipalensis (Hodgson, 1836) - nettarinia codaverde
  - Aethopyga eximia (Horsfield, 1821) - nettarinia di Kuhl
  - Aethopyga christinae Swinhoe, 1869 - nettarinia codaforcuta
  - Aethopyga saturata (Hodgson, 1836) – nettarinia golanera
  - Aethopyga siparaja (Raffles, 1822) - nettarinia dorsogiallo
  - Aethopyga magnifica Sharpe, 1876 -
  - Aethopyga vigorsii (Sykes, 1832) - nettarinia cremisi occidentale
  - Aethopyga mystacalis (Temminck, 1822) - nettarinia scarlatta
  - Aethopyga temminckii (S.Müller, 1843) - nettarinia di Temminck
  - Aethopyga ignicauda (Hodgson, 1836) – nettarinia codadifiamma
- Genere Arachnothera
  - Arachnothera longirostra (Latham, 1790) – mangiaragni minore
  - Arachnothera flammifera Tweeddale, 1878 –
  - Arachnothera dilutior Sharpe, 1876 –
  - Arachnothera crassirostris (Reichenbach, 1853) – mangiaragni beccoforte
  - Arachnothera robusta Müller, S & Schlegel, 1845 – mangiaragni beccolungo
  - Arachnothera flavigaster (Eyton, 1839) – mangiaragni orecchiegialle maggiore
  - Arachnothera chrysogenys (Temminck, 1826) – mangiaragni orecchiegialle minore
  - Arachnothera clarae W.Blasius, 1890 – mangiaragni faccianuda
  - Arachnothera modesta (Eyton, 1839) – mangiaragni pettogrigio
  - Arachnothera affinis (Horsfield, 1821) – mangiaragni pettogrigio
  - Arachnothera everetti (Sharpe, 1893) – mangiaragni di Everett
  - Arachnothera magna (Hodgson, 1836) – mangiaragni striato
  - Arachnothera juliae Sharpe, 1887 – mangiaragni di Whitehead